# Couepia grandiflora
Couepia grandiflora là một loài thực vật có hoa trong họ Cám. Loài này được (Mart. & Zucc.) Benth. ex Hook.f. mô tả khoa học đầu tiên năm 1867.